# Maladera kobayashii
Maladera kobayashii är en skalbaggsart som beskrevs av Shuhei Nomura 1974. Maladera kobayashii ingår i släktet Maladera och familjen Melolonthidae. Inga underarter finns listade i Catalogue of Life.